# Les Filles de la concierge
Pour plus de détails, voir Fiche technique et Distribution.
Les Filles de la concierge est un film français de Jacques Tourneur, sorti en 1934.

## Synopsis
Mme Leclerc, concierge, a trois filles, Lucie, Ginette et Suzanne. Leurs amours et leurs mariages ne se passent pas toujours comme prévu.

## Fiche technique
- Titre français : Les Filles de la concierge
- Réalisation : Jacques Tourneur, assisté de Maurice Vaccarino
- Scénario : Jean-Georges Auriol
- Dialogues : Georges de La Fouchardière, Jean George Auriol
- Décors : Robert Gys, Georges Wakhevitch
- Photographie : Michel Kelber, Marcel Soulié
- Son : Marcel Courmes
- Musique : Georges Van Parys
- Production : Oscar Dancigers
- Société de production : Azed-Film
- Pays d’origine : France
- Langue originale : français
- Format : Noir et blanc — 35 mm — 1,37:1 — Son mono
- Genre : Comédie
- Durée : 80 minutes
- Dates de sortie : 
  - France : 1er juin 1934

## Distribution
- Jeanne Cheirel : Madame Leclerc
- Ghislaine Bru : Lucie Leclerc
- Josette Day : Suzanne Leclerc
- Germaine Aussey : Ginette Leclerc
- Paul Azaïs : Albert
- Marcel André : Gaston Rival
- Youca Troubetzkoï : Henry Robertson
- Pierre Nay : Jacques
- Maximilienne : Mme Fallempin